# Оперный театр Сюрейя
Оперный театр Сюрейя, также называется  Культурный центр Сурейя (тур. Süreyya Operası or Süreyya Kültür Merkezi) — оперный театр, расположенный в районе Кадыкей Стамбула, Турция.
Здание спроектировано армянским архитектором Кегамом Кавафяном (Kegam Kavafyan). по распоряжению заместителя главы Стамбула Сурейи Ильменя. В 1927 году в Анатолийской части Стамбула был создан Первый музыкальный театр. Однако спектакли в построенной культурном центре города не могли ставиться из-за отсутствия для этого необходимых помещений и оборудования. Здание некоторое время использовали для кинотеатра. И только к концу 2007 года после реконструкции здесь заработал оперный театр.

## История
Сурейя-Паша начал строительство здания культурного центра в 1924 году в Кадыкёе, древнем районе Стамбула (Турция), расположенном в Азиатской части города, чтобы проводить там городские культурные и общественные мероприятия. Во время своих визитов в Европу он был впечатлён очарованием знаменитых европейских театров. Их архитектурный облик повлиял на облик и турецкого театра. Обустройство фойе здания выполнено в стиле театра Елисейских полей в Париже, в его интерьере отразился стиль немецкой архитектуры. Приказом заместителя главы Стамбула Сурейя Ильменя, архитектором строящегося здания был назначен Кегхам Кавафян (Kegham Kavafyan). Строительство здания было завершено в 1927 году. Театр под названием «Сурейя Opereti» (англ. Süreyya Operetta) был открыт в здании 6 марта 1927 года. Он был первым в азиатской части Стамбула и шестым в городе.
Поскольку сцена построенного театра не была полностью завершена, музыкальные спектакли по окончании строительства здания там не ставились вовсе. Несколько дней в неделю там ставились только театральные представления. В 1930 года в здании установили экран и переименовали здание в «Кинотеатр Сурейя» (англ. Süreyya Cinema). Первым директором кинотеатра был назначен Хикмет Назым, отец известного поэта Назыма Хикмета.
В бальном зале здания на втором этаже много лет работал свадебный банкетный зал. С 1959 года в здании пять лет работала театральная труппа «Кадикей ресепшн». Потом в здании работала мастерская по пошиву одежды.
В 1950 году Сурейя Ильмень пожертвовал средства для благотворительной организации по образованию детей-сирот «Darüşşafaka Cemiyeti» и умер в 1955 году. Его жена Адалет Ильмень (Adalet İlmen) умерла в 1966 году.
Зрительный зал кинотеатра Сурейя был реконструирован в 1996 году, а его техническое оборудование было модернизировано в 2003 году. Внешний вид здания выполнен в соответствии с первоначальным замыслом архитектора.

## Перепланировка

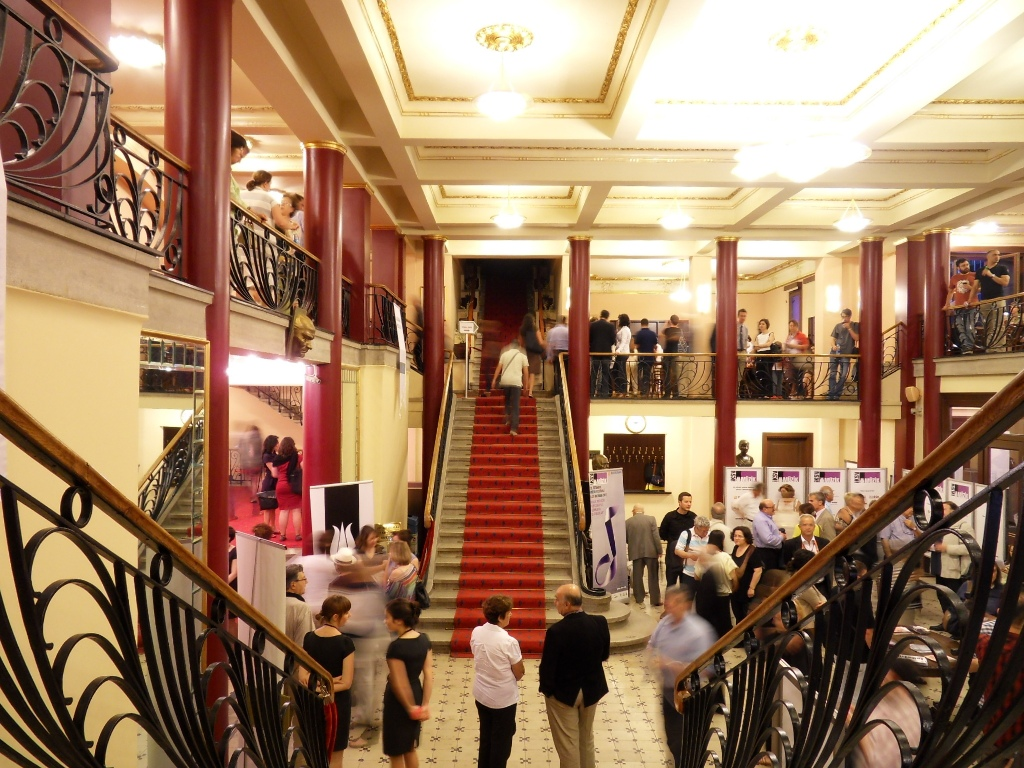
Фойе оперного театра Сурейя

В начале 2006 года глава муниципалитета Кадыкей Селами Озтюрк (Selami Öztürk) начал перепланировку здания. Восстановление включало фрески на потолке и на стенах, и скульптуры на фасаде. Строительство продолжалось почти два года, а стоимость работ составила около 14 млн турецких лир (около $9 млн.).
Оперный театр Сюрейя был открыт 14 декабря 2007 года исполнением оратории Юнус Эмре (Опус 26) композитора Ахмет Аднан Сайгуна. Мечта Сурейя Паши о создании оперного театра сбылось через 80 лет.
Сцена театра имеет высоту 14 м, ширину 10 м и глубину 4,90 м. Зрительный зал вмещает 570 человек В зале на втором этаже могут разместиться 500 гостей..
В Оперном театре ставит спектакли Стамбульский государственный театр оперы и балета. Оперные и балетные спектакли здесь идут три дня в неделю. В здании также проводятся праздники, фестивали и другие общественные мероприятия.